# Christopher Lenz
Christopher Lenz (Berlin, 1994. szeptember 22. –) német ifjúsági válogatott labdarúgó, a Bundesliga 2-ben szereplő Fortuna Düsseldorf játékosa.

## Pályafutása

### Klubcsapatokban

#### Fiatalon
A Stern Marienfelde, a Hertha BSC, a Tennis Borussia Berlin és a Borussia Mönchengladbach korosztályos csapataiban szerepelt fiatalon. A 2011–12-es szezonban mutatkozott be a Hertha BSC II-ben a 31. fordulóban a Hamburger SV II ellen 2–2-re végződő bajnoki találkozón. A következő szezonban már a Borussia Mönchengladbach II csapatát erősítette és 2012. szeptember 15-én a Wiedenbrück ellen mutatkozott be.

#### Union Berlin és a Holstein Kiel
2016 nyarán kétéves szerződést írt alá az 1. FC Union Berlin csapatával. Október 16-án mutatkozott be a felnőttek között a Hannover 96 csapata elleni bajnoki mérkőzésen. 2017 januárjában több játéklehetőség végett a Holstein Kiel csapatába került kölcsönbe. Január 28-án az FSV Frankfurt ellen debütált a 0–0-ra végződő harmadosztályú bajnoki mérkőzésen. Márciusban meg szerezte az első gólját a klubban az MSV Duisburg ellen. 2019. augusztus 18-án mutatkozott be az élvonalban az RB Leipzig ellen 4–0-ra elvesztett találkozón.

#### Eintracht Frankfurt és az RB Leipzig
2021 nyarán lejárt a szerződése az Union Berlinnel és 2024. június 30-ig szerződtette az Eintracht Frankfurt. Augusztus 14-én a Borussia Dortmund ellen debütált, de a mérkőzést 5–2-re elvesztették. Szeptember elején izomsérülést szenvedett, ami miatt több hónap kihagyásra kényszerült. 2022. március 9-én debütált az Európa-ligában a spanyol Real Betis ellen. A szezon végén a döntőben a skót Rangers ellen megnyerték a sorozatot. A következő szezonban az UEFA-bajnokok ligájában is bemutatkozott a portugál Sporting CP ellen.
2023. augusztus 30-án 1+1 éves szerződést kötött az RB Leipzig klubjával. 2024. július 1-ján távozott a klubtól.

#### Hoffenheim
2024. szeptember 12-én aláírt a TSG Hoffenheim csapatához. Vádlisérülés miatt nem lépett pályára az első csapatban a 2024–25-ös szezonban, de a második csapatban néhány alkalommal pályára lépett a Regionalliga Südwestben.

#### Fortuna Düsseldorf
2025. május 29-én jelentették be, hogy a miután lejár a szerződése a Hoffenheim csapatánál, akkor a Fortuna Düsseldorf csapatába igazol és a 3-as számot fogja viselni.

### A válogatottban
2012 május és 2013 június között 12 alkalommal lépett pályára a német korosztályos válogatottban.

## Statisztika
2025. május 29-i állapot szerint.
| Klub                    | Szezon   | Bajnokság            | Bajnokság | Bajnokság | Kupa  | Kupa  | Nemzetközi | Nemzetközi | Egyéb | Egyéb | Összesen | Összesen |
| Klub                    | Szezon   | Osztály              | Mérk.     | Gólok     | Mérk. | Gólok | Mérk.      | Gólok      | Mérk. | Gólok | Mérk.    | Gólok    |
| ----------------------- | -------- | -------------------- | --------- | --------- | ----- | ----- | ---------- | ---------- | ----- | ----- | -------- | -------- |
| Hertha BSC II           | 2011–12  | Regionalliga Nord    | 4         | 0         | —     | —     | —          | —          | —     | —     | 4        | 0        |
| Hertha BSC II           | Összesen | Összesen             | 4         | 0         | 0     | 0     | 0          | 0          | 0     | 0     | 4        | 0        |
| Borussia MG II          | 2012–13  | Regionalliga West    | 18        | 0         | —     | —     | —          | —          | —     | —     | 18       | 0        |
| Borussia MG II          | 2013–14  | Regionalliga West    | 29        | 4         | —     | —     | —          | —          | —     | —     | 29       | 4        |
| Borussia MG II          | 2014–15  | Regionalliga West    | 31        | 3         | —     | —     | —          | —          | 2     | 0     | 33       | 3        |
| Borussia MG II          | 2015–16  | Regionalliga West    | 31        | 1         | —     | —     | —          | —          | —     | —     | 31       | 1        |
| Borussia MG II          | Összesen | Összesen             | 109       | 8         | 0     | 0     | 0          | 0          | 2     | 0     | 111      | 8        |
| Union Berlin            | 2016–17  | Bundesliga 2         | 1         | 0         | —     | —     | —          | —          | —     | —     | 1        | 0        |
| Union Berlin            | 2018–19  | Bundesliga 2         | 11        | 0         | 2     | 0     | —          | —          | 0     | 0     | 13       | 0        |
| Union Berlin            | 2019–20  | Bundesliga           | 26        | 0         | 4     | 1     | —          | —          | —     | —     | 30       | 1        |
| Union Berlin            | 2020–21  | Bundesliga           | 27        | 0         | 1     | 0     | —          | —          | —     | —     | 28       | 0        |
| Union Berlin            | Összesen | Összesen             | 65        | 0         | 7     | 1     | 0          | 0          | 0     | 0     | 72       | 1        |
| Holstein Kiel (kölcsön) | 2016–17  | 3. Liga              | 19        | 2         | 2     | 0     | —          | —          | —     | —     | 21       | 2        |
| Holstein Kiel (kölcsön) | 2017–18  | Bundesliga 2         | 11        | 0         | 1     | 0     | —          | —          | —     | —     | 12       | 0        |
| Holstein Kiel (kölcsön) | Összesen | Összesen             | 30        | 2         | 3     | 0     | 0          | 0          | 0     | 0     | 33       | 2        |
| Eintracht Frankfurt     | 2021–22  | Bundesliga           | 15        | 0         | 1     | 0     | 2          | 0          | —     | —     | 18       | 0        |
| Eintracht Frankfurt     | 2022–23  | Bundesliga           | 24        | 0         | 4     | 0     | 5          | 0          | 1     | 0     | 34       | 0        |
| Eintracht Frankfurt     | 2023–24  | Bundesliga           | 1         | 0         | 0     | 0     | —          | —          | —     | —     | 1        | 0        |
| Eintracht Frankfurt     | Összesen | Összesen             | 40        | 0         | 5     | 0     | 7          | 0          | 1     | 0     | 53       | 0        |
| RB Leipzig              | 2023–24  | Bundesliga           | 5         | 0         | 1     | 0     | 2          | 0          | —     | —     | 8        | 0        |
| RB Leipzig              | Összesen | Összesen             | 5         | 0         | 1     | 0     | 2          | 0          | 0     | 0     | 8        | 0        |
| TSG Hoffenheim          | 2024–25  | Bundesliga           | 0         | 0         | 0     | 0     | 0          | 0          | —     | —     | 0        | 0        |
| TSG Hoffenheim          | Összesen | Összesen             | 0         | 0         | 0     | 0     | 0          | 0          | 0     | 0     | 0        | 0        |
| TSG Hoffenheim II       | 2024–25  | Regionalliga Südwest | 2         | 0         | 0     | 0     | —          | —          | —     | —     | 2        | 0        |
| TSG Hoffenheim II       | Összesen | Összesen             | 2         | 0         | 0     | 0     | 0          | 0          | 0     | 0     | 2        | 0        |
| Fortuna Düsseldorf      | 2025–26  | Bundesliga 2         | 0         | 0         | 0     | 0     | —          | —          | —     | —     | 0        | 0        |
| Fortuna Düsseldorf      | Összesen | Összesen             | 0         | 0         | 0     | 0     | 0          | 0          | 0     | 0     | 0        | 0        |
| Összesen                | Összesen | Összesen             | 255       | 10        | 16    | 1     | 9          | 0          | 3     | 0     | 283      | 11       |

Jegyzetek
1. ↑  Mérkőzése(i) a rájátszásban.
2. ↑  Mérkőzése(i) az Európa Ligában.
3. ↑  Mérkőzése(i) a DFL-szuperkupában.

## Sikerei, díjai
- Borussia MG II
  - Regionalliga West: 2014–15

- Holstein Kiel
  - Schleswig-Holstein kupa: 2016–17

- Eintracht Frankfurt
  - Európa-liga: 2021–22

- TSG Hoffenheim II
  - Regionalliga Südwest: 2024–25